# Si tu m'aimes (chanson de Lara Fabian)
Si tu m'aimes est une chanson de Lara Fabian, publiée en single pour l'album Carpe diem sorti d'abord au Québec en 1994, une nouvelle version ressort en single en Europe tout en étant intégré à l'album de 1996 Pure.

## Développement et composition
La chanson a été écrite par Lara Fabian et composée par Rick Allison. L'enregistrement a été produit par Rick Allison et Charles Barbeau.

## Liste des pistes
Single CD (1998, Polydor 567 440-2, France)
1. Si tu m'aimes (3:29)
2. J'ai zappé (5:08)

## Classements
| Classement (1996)                       | Meilleure position |
| --------------------------------------- | ------------------ |
| Belgique (Wallonie Ultratop 50 Singles) | 3                  |
| France (SNEP)                           | 5                  |